# Esper van Baar
Esper van Baar (17 november 1999) is een Nederlandse schaker. Sinds 2017 is hij een FIDE Meester (FM). In clubverband is hij actief voor Kennemer Combinatie.

## Schaakcarrière
In 2018 nam van Baar deel aan het Haarlemse Meesters schaaktoernooi. Hier speelde hij onder anderen een partij tegen Michael Basman. In 2020 won Van Baar het Open Belgisch kampioenschap schaken in de A-groep.